# Василевич, Срджан
Срджан Васи́левич (серб. Срђан Васиљевић; 1 апреля 1973, Белград) — югославский и сербский футболист и тренер.

## Биография
Воспитанник «Црвена Звезды». В девяностые годы выступал за ряд югославских команд, после чего он ненадолго переехал в Румынию, где у него не получилось закрепиться в составе Бухарестского «Динамо (Бухарест)». Завершил свою карьеру защитник в казахстанском, за который серб в 2002 году провел элитной лиге девять игр, а также два матча в Кубке УЕФА.
Став тренером, Василевич работал с рядом сербских команд и входил в тренерский штаб сборной страны. Несколько лет Василевич возглавлял футбольную школу родной «Црвены Звезды». В декабре 2017 года специалист был назначен на пост главного тренера сборной Анголы.

## Достижения
- Обладатель Кубка Румынии: 2001.